# Lars Zederman
Lars Ola Zederman, född 4 april 1926 i Stockholm, död 13 februari 2000 i Hässelby församling, var en svensk tecknare, grafiker och reklamkonstnär.
Han var son till byggnadsingenjören och konstnären Carl Justus Zederman och Kerstin Dagmar Öhlin och gift med kontoristen Alice Karin Åberg samt bror till Anders Zederman. Han studerade vid Konstfackskolan och privat för Carl Malmsten 1943–1947 och för Emil Johanson-Thor och Harald Sallberg vid Kungliga Konsthögskolan i Stockholm 1948–1954 samt vid Bergs reklamskola och under studieresor till Sydamerika, USA, Frankrike och England. Efter sina studier var han verksam som reklamtecknare. Som konstnär ställde han ut på Ekströms konstgalleri tillsammans med sin far och separat på bland annat Louis Hahnes konstsalong. Han medverkade i Nationalmuseums utställning Unga tecknare och samlingsutställningar på Göteborgs konsthall och Lorensbergs konstsalong. Hans konst består av motiv från Stockholm utförda i olja, akvarell, akvatint och grafiska bilder samt teckningar för huvudstadspressen och föremål snidade i trä. Zederman är representerad vid Moderna museet i Stockholm. Han är gravsatt i minneslunden på Hässelby begravningsplats.